# Market Stainton
Market Stainton est une paroisse civile et un village du Lincolnshire, en Angleterre.